# Bohnerbesen

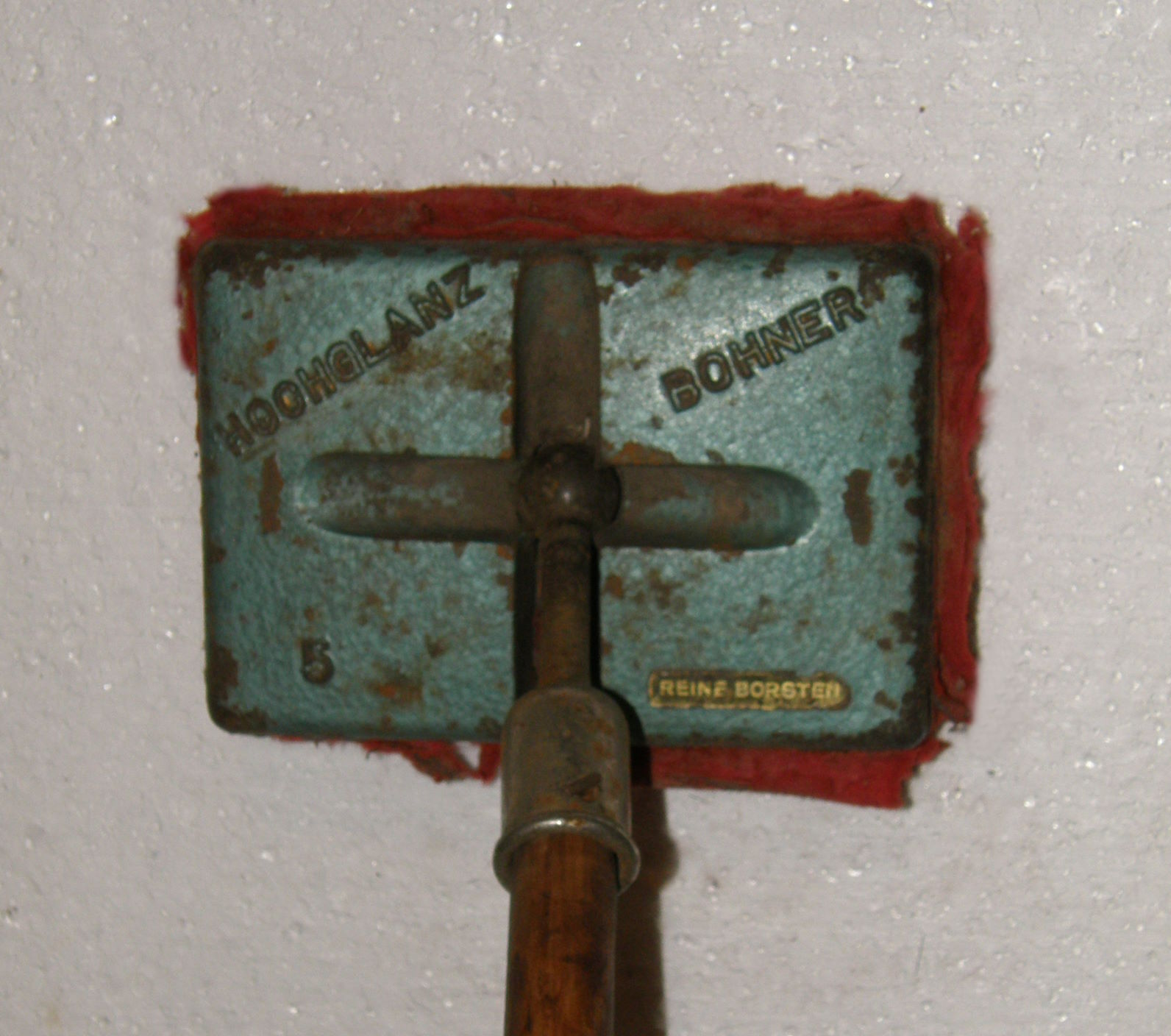
Draufsicht auf einen alten, gebrauchten Blocker mit Kugelgelenk

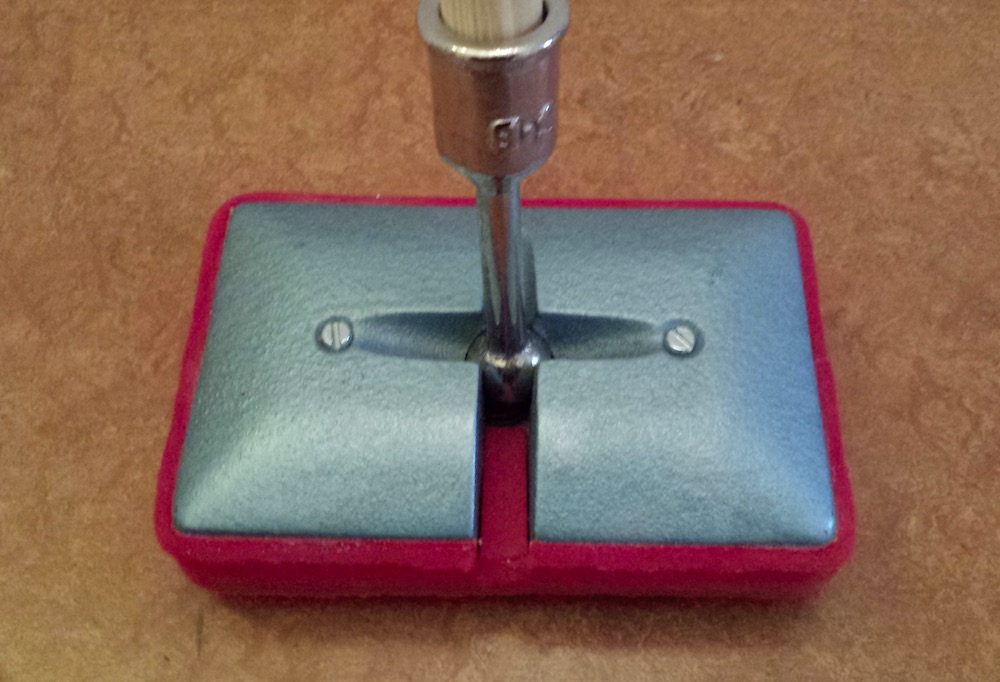
Neuer Bohnerbesen

Der Bohnerbesen, Bohner, Bohnerbürste, Bohnerblocker, Bohnerkeule, regional auch Blocker, Blocher oder Blogger (sächsisch: Bloggerkeule) genannt, ist ein Arbeitsgerät zur Bodenpflege. Bis in die frühen 1970er Jahre war das Haushaltsgerät beinahe in jedem deutschen Haushalt vorhanden. Es besteht aus einem gusseisernen Block, ca. 15 × 20 × 5 cm, ca. 5–10 kg schwer, mit einem Bürstenbelag an der Unterseite, der über ein Kugelgelenk an der Oberseite mit einem Arbeitsstiel, z. B. Besenstiel, gelenkig verbunden ist. Die Seiten des Gussblocks sind zur Schonung der Möbel mit Filz beklebt. Am Ende des Stiels ist häufig ein Ring oder eine Schlaufe angebracht, damit das Gerät bei Nichtgebrauch aufgehängt werden kann – wird es nämlich einfach abgestellt, drückt das hohe Eigengewicht die Borsten an der Unterseite mit der Zeit flach. Es gab allerdings auch spezielle Ständer, in die das nicht benutzte Gerät eingehängt werden konnte. 
Mit dem Bohnerbesen wird gebohnert, wozu Bohnerwachs verwendet wird. Das heißt, mittels Hin- und Herbewegen des schweren Arbeitsgeräts werden Holz- und Linoleumböden, gegebenenfalls auch Stragula-Böden, auf Hochglanz poliert. Oft dürfen kleine Kinder auf dem Gerät „mitfahren“, denn das zusätzliche Gewicht des Kindes verbessert das (Hoch-)Glanzergebnis. Es ist bei großen Flächen eine schweißtreibende Angelegenheit und muss in regelmäßigen Abständen, abhängig von der Begehung des Bodens, meist wöchentlich wiederholt werden.

## Anwendung
Heute wird das Gerät wieder häufiger eingesetzt, da geölte und gewachste Holzböden in Mode sind. Zum Bohnern muss zuvor der vorhandene Bodenbelag gereinigt werden. Das Bohnerwachs wird mit einem Putzlappen aufgetragen und danach lässt man es, je nach Produkt, für ca. 20 Minuten einwirken. Mit dem Bohnerbesen bzw. Blocker wird ähnlich wie beim Schuhputzen so lange poliert, bis das gewünschte Glanzergebnis vorliegt. Ein Nachteil des Blockers zeigt sich bei alten Böden aus Weichholz: Durch die harten Borsten wurden die helleren, weichen Teile des Holzes im Laufe der Zeit weggeschliffen, so dass die härteren, dunklen Holzteile vorstehen, bei Hartholzböden (z. B. aus Eiche oder Buche) tritt dieser Effekt nicht auf.

## Zubehör
Zusätzlich zum Bohnerbesen gibt es bis heute die Bohnermaschine oder den elektrischen Bohnerbesen, der aber mit dem beschriebenen Allerwelts-Arbeitsgerät kaum etwas gemein hat und schon früher nur für öffentliche Gebäude eingesetzt wurde. Diese Maschinen haben runde, sich drehende Teller/Scheiben, die mit Pads versehen werden. Es sind kleinere für den Hausgebrauch, meist mit drei oder zwei kleinen Scheiben oder Einscheibenmaschinen mit großen Tellern/Scheiben. Für Holztreppen eignen sich diese schweren und sperrigen Geräte jedoch nicht.

## Trivia
Als Blocher wird das Gerät von Elias Canetti in dessen Autobiographie Die gerettete Zunge beschrieben. Canetti lernte den Blocher in Zürich kennen.
Im Hessischen gab es einen Witz-Schlager, der das Bohnern besang: „Das Treppenhaus mit Schmierseif bohnern / gefällt nicht allen Hausbewohnern ...“
Ebenso fand man im Süddeutschen Vorsichts- und Hinweistafeln in Treppenhäusern: „Vorsicht – Frisch gewachst!“ Ein damals durchaus gebräuchlicher Hinweis dafür, dass Gefahr bestand, auf dem frisch gewachsten und polierten Boden auszurutschen. Heute ist das Wort in seiner ursprünglichen Bedeutung fast nicht mehr bekannt.